# 演化经济学
演化经济学研究竞争中变化发展的市场过程，对应于静态均衡的新古典经济学。它以历史的不可逆视角观察经济现象。它研究开放的系统，关注变革、学习、创造。竞争过程是非均衡的，具有路径的依赖性的，被视为一种甄别的机制。就像主流經濟學一樣，這個學派主張硏究經濟體內各個個體的相互依存、競爭、成長、結構轉變及資源限制等現象是相當重要的。
演化經濟學利用進化理論硏究各個個體如公司、組織、行為或其他經濟活動間的互動如何影響一個地方的經濟。